# Metropolitan Borough of Bury
Bury – dystrykt metropolitalny w hrabstwie ceremonialnym Wielki Manchester w Anglii.

## Miasta
- Bury
- Prestwich
- Radcliffe
- Ramsbottom
- Tottington
- Whitefield

## Inne miejscowości
Affetside, Ainsworth, Bradley Fold, Elton, Greenmount, Hawkshaw, Holcombe, Outwood, Redvales, Shuttleworth, Simister, Summerseat, Unsworth, Walshaw.